# Olympische Sommerspiele 2008/Teilnehmer (Amerikanische Jungferninseln)
| Gelbes Symbol für Goldmedaillen mit stilisierten Olympischen Ringen | Graues Symbol für Silbermedaillen mit stilisierten Olympischen Ringen | Braundes Symbol für Bronzemedaillen mit stilisierten Olympischen Ringen |
| ------------------------------------------------------------------- | --------------------------------------------------------------------- | ----------------------------------------------------------------------- |
| —                                                                   | —                                                                     | —                                                                       |

Die Amerikanischen Jungferninseln nahmen bei den Olympischen Sommerspielen 2008 mit sieben Athleten, einer Frau und sechs Männern, teil.
Seit 1968 war es die zehnte Teilnahme eines Teams der Amerikanischen Jungferninseln an Olympischen Sommerspielen.

## Flaggenträger
Der Schwimmer Josh Laban trug die Flagge der Amerikanischen Jungferninseln während der Eröffnungsfeier im Nationalstadion.

## Teilnehmer nach Sportarten

### Boxen
Zwei Boxer von den Amerikanischen Jungferninseln konnten sich für die olympischen Boxwettbewerbe qualifizieren. John Jackson erreichte die Teilnahme bei den ersten amerikanischen Ausscheidungswettkämpfen, sein Bruder Julius Jackson bei den zweiten.
| Athleten       | Wettbewerb        | 1. Runde          | 1. Runde | Achtelfinale  | Achtelfinale  | Viertelfinale | Viertelfinale | Halbfinale    | Halbfinale    | Finale        | Finale        | Rang |
| Athleten       | Wettbewerb        | Gegner            | Ergebnis | Gegner        | Ergebnis      | Gegner        | Ergebnis      | Gegner        | Ergebnis      | Gegner        | Ergebnis      | Rang |
| -------------- | ----------------- | ----------------- | -------- | ------------- | ------------- | ------------- | ------------- | ------------- | ------------- | ------------- | ------------- | ---- |
| Herren         |                   |                   |          |               |               |               |               |               |               |               |               |      |
| John Jackson   | Weltergewicht     | Magomed Nurudinov | 4-2      | Kim Jeong-Ju  | 0-10          | ausgeschieden | ausgeschieden | ausgeschieden | ausgeschieden | ausgeschieden | ausgeschieden | 9    |
| Julius Jackson | Halbschwergewicht | Kenneth Egan      | 2-22     | ausgeschieden | ausgeschieden | ausgeschieden | ausgeschieden | ausgeschieden | ausgeschieden | ausgeschieden | ausgeschieden | 17   |

### Leichtathletik
Laufen und Gehen 
| Athleten               | Wettbewerb | Vorlauf | Vorlauf | Viertelfinale | Viertelfinale | Halbfinale    | Halbfinale    | Finale        | Finale        | Rang |
| Athleten               | Wettbewerb | Zeit    | Rang    | Zeit          | Rang          | Zeit          | Rang          | Zeit          | Rang          | Rang |
| ---------------------- | ---------- | ------- | ------- | ------------- | ------------- | ------------- | ------------- | ------------- | ------------- | ---- |
| Herren                 |            |         |         |               |               |               |               |               |               |      |
| Tabarie Henry          | 400 m      | 45,36 s | 2       |               |               | 45,19 s       | 7             | ausgeschieden | ausgeschieden | -    |
| Damen                  |            |         |         |               |               |               |               |               |               |      |
| LaVerne Jones-Ferrette | 100 m      | 11,41 s | 3       | 11,55 s       | 5             | ausgeschieden | ausgeschieden | ausgeschieden | ausgeschieden | -    |
| LaVerne Jones-Ferrette | 200 m      | 23,12 s | 4       | 23,37 s       | 7             | ausgeschieden | ausgeschieden | ausgeschieden | ausgeschieden | -    |

### Schießen
| Athleten   | Wettbewerb                      | Endstand | Endstand |
| Athleten   | Wettbewerb                      | Ringe    | Rang     |
| ---------- | ------------------------------- | -------- | -------- |
| Ned Gerard | Kleinkalibergewehr liegend 50 m | 580      | 53       |

### Schwimmen
| Athleten   | Wettbewerb    | Vorlauf | Vorlauf | Halbfinale    | Halbfinale    | Finale        | Finale        | Rang |
| Athleten   | Wettbewerb    | Zeit    | Rang    | Zeit          | Rang          | Zeit          | Rang          | Rang |
| ---------- | ------------- | ------- | ------- | ------------- | ------------- | ------------- | ------------- | ---- |
| Herren     |               |         |         |               |               |               |               |      |
| Josh Laban | 50 m Freistil | 23,28 s | 7       | ausgeschieden | ausgeschieden | ausgeschieden | ausgeschieden | 53   |

### Segeln
| Athleten       | Wettbewerb | Endstand | Endstand |
| Athleten       | Wettbewerb | Punkte   | Rang     |
| -------------- | ---------- | -------- | -------- |
| Herren         |            |          |          |
| Thomas Barrows | Laser      | 164,0    | 21       |